# Св. св. Константин и Елена (Кущица)
„Св. св. Константин и Елена“ (на сръбски: Храм св. цара Константина и царице Јелене) е възрожденска православна църква във вранското село Кущица, югоизточната част на Сърбия. Част е от Вранската епархия на Сръбската православна църква.
Църквата е гробищен храм, разположен в югозападната част на селото. Църквата е издигната в 1928 година на основите на по-стара църква, построена според местните предания от царица Елена, която княз Лазар посещава преди Косовската битка. Църквата е осветена от митрополит Варнава Скопски. В 2012 – 2017 година е извършено цялостно обновление на храма – църковната сграда, камбанарията, трема.